# Scared Rider Xechs
《Scared Rider Xechs》是Red Entertainment在2010年7月1日發售的PlayStation 2平台戀愛冒險遊戲。遊戲分為日常部分與戰鬥部分，以遭到由本能支配的“紅之世界”的生命體侵略的象徵著理性的“青之世界”為舞台，講述在青之世界擔任戰鬥指揮官的主人公與夥伴們的故事。
2011年6月23日，本作發售了Fan Disc「Scared Rider Xechs -STARDUST LOVERS-」，後於2012年4月26日又將本篇與Fan Disc彙總成一部遊戲移植到了PlayStation Portable平台「Scared Rider Xechs Ⅰ+ FD Portable」，後又於2015年11月19日推出了PlayStation Vita移植版「Scared Rider Xechs Rev.」。Android、iOS平台音樂節奏遊戲「Scared Rider Xechs 青與紅的狂詩曲」也將在2016年8月上線運營。
於2016年4月3日聲優見面會上宣佈電視動畫化。作為 Scared Rider Xechs 系列的分支之一、五週年紀念的第三彈，動畫的監督將由擔任過《流浪神差》的作畫監督的小森秀人擔任，角色原案由pako擔任，人設則交由羽田浩二，動畫製作交給了SATELIGHT擔當。動畫將於2016年7月5日開始播放。

## 中文譯名
Scared Rider Xechs （スカーレッドライダーゼクス）中譯名“紅傷騎士X”。Scared一詞根據staff給出的漢字準確翻譯標記並非“驚鴻”也不是“深紅”，而是英文單詞 Scar（傷疤）+ red（紅色）連在一起然後省略了一個R字母的合成詞，取自作品中主角們和他們的substance合體時的口號“紅傷！”——仔細看官方的logo能看 到“r”上面始終是有兩個點的。Rider譯作“騎士”或“戰隊”皆可。Xechs取自德語「6」的拼寫sechs，指代第六戰鬥單元的主角一眾，並對 「X」這個字母(符號)註入了“戰鬥將在這一代終結”的決心。

## 概要
舞臺是象征理性的「青之世界」，然而正在遭受由本能支配的「紅之世界」的生命體 NightflyO'Note 的襲擊與侵略。17歲的主人公麻黃晶就職為青之世界研究員，隨後因為能力出眾而被提拔為最前線的戰鬥指揮官，受命負責橫跨石垣島和西表島而構成的對位相外防衛機關，通稱「琉球LAG」。在那裏她遇見了在第五戰鬥單元經過激戰而全軍覆滅之後，於四年前成立的第六戰鬥單元「IS」的學生們。主人公作為教官，率領著又稱「Scared Rider Xechs」的6名騎手（Rider），共同浴血奮戰，應對來自異世界的攻擊和威脅。在這樣的生活中，他們的友情也在逐漸加深。

## 角色介紹

### 主人公
麻黃晶（Akira ASAGI）　聲優：清水彩香（僅動畫版）  ※遊戲中可以更改姓名
17歲。戰鬥指揮教官。年少時起就刻苦學習，多次跳級，最後15歲就碩士畢業的天才。作為研究員工作一年後，接受調令，成為琉球LAG編外教官。與雙親關系疏遠，甚至記不清父母的面容，同時由於成長過程中幾乎沒有同齡朋友，非常不諳世事。積極支持學生們發起的Odd-I's樂隊活動，作為經理致力於向各方面自我推銷。平時的她就像普通同齡少女一樣直爽而清純，然而在戰鬥時，是乘坐載人兵器航空機VOX統籌整個戰場，冷靜地指揮部隊解決困難的優秀職業指揮官。對整個故事都舉足輕重的人物。石寺、Hijiri、甘粕知道事情原委並且默認，然而本人卻毫不知情。

### 主要成員
被選中獲得成為紅傷騎士資格的第六戰鬥單元的成員。作為證明，要在非慣用手的掌心處會刻上十字型紅傷。戰鬥中，經過主人公批准與搭檔發生共鳴，並且以主要成員的身體和協助成員的大腦共同組成騎士。然而在第六戰鬥單元成立的同時，敵人的攻擊趨於平靜，沒有發生戰鬥，因此為填補空余時間而組成了搖滾樂隊「Odd-I's」並展開活動。
駒江克裏斯托夫·陽介（Yosuke Christoph・KOMAE）　聲優：鈴木達央
17歲　181cm　69kg　9月27日生　O型血
混血兒，父親是日本人，母親是德國人的混血。自幼父母雙亡，被拓斗一家撫養長大。不太自信，性格冷酷。雖然有些笨拙，但這位少年很重情義，會關心朋友。在晶上任後就十分信任她，對她很友善。擔任只有他一個成員的烹飪部部長，會在廚房度過休息時間。廚藝受到夥伴們交口稱贊。只會做已經處理好的肉塊，然而對魚討厭得要死，甚至一看到就會變得慌張的魚類除外。「Odd-I's」中擔任第二吉他手。
霧澤拓斗（Takt KIRISAWA）　聲優：宮野真守
18歲　172cm　64kg　3月30日生　A型血
頭腦聰明，自尊心強的少年。比陽介大一歲，和他是從小玩到大的夥伴。晶上任以前，他曾擔任指揮，積累了許多指揮經驗，與此同時也有著強烈的保護全體成員的使命感。看不起感情用事的人，喜歡冷靜地講道理。但是也有盲目聽信夥伴的發言後，認真地去思考傻問題的呆萌一面。喜歡貓，但是對貓過敏所以養不了貓。討厭香菇。對自己的身高有些自卑，被人評論身高時會生氣。紅傷在右手上。「Odd-I's」中擔任主音吉他手和主唱。
津賀裕二（Yuji TSUGA）　聲優：近藤隆
21歳　185cm　75kg　8月19日生　O型血
興趣是釣魚 唯一有社會經驗的成員，年紀最大的騎士。從LAG畢業後，在函館老家的酒店當幫工，此時發現自己被選中成為主要成員，於是回歸。是六位兄弟姐妹中的長子，胸懷寬廣，對家人和夥伴很友善。對自己想保護的對象有強烈的執著心，作為哥哥能很好地照顧弟弟妹妹，但是相反地，與不熟悉的人難以融洽相處。「Odd-I's」中擔任貝斯手，同時也是隊長。
鞍馬廣（Hiro KURAMA）　聲優：下野纮
16歳　168cm　55kg　11月4日生　B型血
興趣是收集漂亮的石頭最年輕的騎士。性格內向，熱愛讀書，會去圖書館尋找自己喜歡的那份安寧。對不熟悉的人會直接表露出警惕性，采取冷淡的態度。外表有些女性化，而曾經受過霸淩，那段時間只好在他人的目光下膽怯地生活。而現在，終於處在了能夠接納自己的環境中，卻常因擔心再次失去而恐懼。「Odd-I's」中擔任鼓手。
錫木和樹（Kazuki SUZUKI）　聲優：高橋廣樹
18歳　180cm　68kg　12月10日生　B型血
具有獨特的感性和理解，言語及行動較難為常人理解的少年。特點是說著一口夾雜英語的日語。經常被當成怪人，自己也並不否認這一點。在暗中能發揮優秀的洞察力，同時長於理性，能夠沈穩地分析形勢。討厭自己的姓氏，因此要求周圍人們直呼其名。而夥伴之一的RICKENBACKER卻從來沒有這麼叫過他。「Odd-I's」擔任鍵盤手和作詞作曲，但是作詞風格卻非常古怪，經常被夥伴們否決，也讓他自己煩惱不已。
無月聖（Hijiri MUTSUKI）　聲優：KENN
17歳　174cm　63kg　6月6日生　AB型血
因特殊原因中途加入的少年。善於體察女性心理，言談舉止間表露出對他人關心的方面都體現得非常明顯。但是有過踏足於晶的過去之類謎一樣的言論讓人心生疑惑，好像看不透他的真實想法。批評他人時不留情面，容易招致他人反感，為此也曾經和其他成員發生過衝突。經過石寺長官推薦，以旁聽者而非正式騎士的身份，得到了搭乘VOX的許可。唯一紅傷是白色的人。

### 協助成員
出生於紅之世界，但是對於人類、音樂、藝術等等只存在於青之世界的事物表示出純粹的興趣，因此移居過來的成員。他們自發地協助LAG，與自己選擇的戰隊搭檔發生共鳴，並貢獻出自己的超群智力用於戰鬥。平時在維護室待命，發生戰事時在VOX的指令下出擊。
FERNANDES　聲優：竹本英史
199cm　9月27日生　O型血
陽介的搭檔。外表纏繞火焰，總之看上去超熱血。單純的性格是他熱血而直言直語。被周圍的人認為是個悶熱的家夥，但陽介卻喜歡這一點。固執而容易吵架，沒一會兒就要鬧騰。
LESPAUL　聲優：浪川大輔
180cm　3月30日生　A型血
拓人的搭檔。像個調皮的孩子般的性格，非常喜歡戲弄人。惡作劇的時候，總是被拓人責罵，但一點都沒有反省的樣子。天真無邪和殘酷並存，在戰鬥中行為殘忍。
DEVISER　聲優：小山力也
207cm　8月19日生　O型血
裕二的搭檔。有著王者風範，其他搭檔的領導者。自尊心強，無論什麼事情都想掌握。對情感有濃厚的依賴，也有不說NO的好的方面。嘴上說自己是最重要的，實際上認為夥伴比自己更重要。
DUESENBERG　聲優：高橋直純
183cm　11月4日生　B型血
廣的搭檔。外形仿佛蝴蝶。雖然是男性，但卻用女性的細致來照顧他人。性別應該是男性，但是言行舉止都非常有女性氣質。熱衷於美麗事物。對自己美容和護膚非常專註，很會照顧人。
RICKENBACKER　聲優：岡本信彥
174cm　12月10日生　B型血
和樹的搭檔。因為無法表述出成型的句子，便放棄了，所以發出的話也只是怪聲。但是，與和樹和其他的搭檔的談話似乎能達成。唯一能發音的單詞只有和樹的姓氏“錫木”。喜歡拓斗的聲音。
EPIPHONE　聲優：藤原祐規
202cm　6月6日生　AB型血
聖的搭檔。第一個出現在青之世界的Nightfly O'Note。曾與多位紅傷騎士學員測試共鳴，卻沒有一個人成功。從不多說話，這一點和其他的協助成員很不一樣。音樂是唯一能吸引他的東西。

### LAG相關成員
佐倉莎樂美・華瑚（Hako Salome SAKURA）　聲優：明坂聡美
TV動畫新角色，協助成員中負責維護之人，一位從東京派遣而來的少女。 喜歡有趣的事情，性格開朗。和任何人關系都很融洽，但也有不講情面的時候。
甘粕宗一郎（Amakasu Soichirou）　聲優：遊佐浩二
負責整備協助成員的輔佐官。
石寺長官（聲優：上別府仁資）
琉球LAG的最高責任者。
近江・但馬・駿河（聲優：根本幸多、河本啟佑、岡本寬志／大河元氣、奈良岡快、高畑空良（動畫版））
負責操作機體與報告戰況的操作員三人組。

## 名詞解釋
Nightfly O'Note - 紅之世界的住民，侵略性異世界生命體。大多數形態不固定。類似影子或霧氣的存在。但其中亦存在擁有展開紅之結界能力的個體，或與協助成員一樣擁有獨特外型的強力個體。
Resonance - 為了對抗Nightfly O'Note，主要成員和協助成員為了成為紅傷騎士發生共鳴而融合變身，以主要成員的身體和協助成員的大腦共同組成騎士。【融合變身】狀態下有著超越常人幾十倍的能力，但是持續時間太久會對主要成員和協助成員的身心都造成傷害，所以極限是30分鐘。然而就算如此，隨著共鳴次數的推進，協助成員們的精神或多会少會侵蝕作為本體的主要成員，並對其人格產生影響。順便還有一點，被協助成員認可的人右手（慣用手）會有一個被稱為“紅傷Scared”的十字傷痕，雙方在進行共鳴之後通過將特殊的耳機插口插入這個傷痕來進行融合變身。
VOX - 這是作為SRX作戰據點的航空艦。裝載於其上的武器「錨」可以消滅Nightfly O'Note制造的紅之結界，同時讓被紅之世界侵蝕的青之世界恢復原狀。
Anchor - 通過VOX激發的對位相差兵器，可奪回被拉入紅之世界的青之世界。Anchor的發射由指揮官決定並執行。
Valvatron - 能量粒子，用於啟動VOX。
VTOL - 可以如直升機一樣垂直起飛、著陸的飛機。VOX便是VTOL的一種

## 系列遊戲
雖然是乙女遊戲但是擁有不太像戀愛冒險遊戲的硬派世界觀。結成戰鬥單元與異世界的侵略者殊死決戰，執行游玩者下達的“愛”與“死”的命令，承擔與Nightfly O'Note融合進行戰鬥時被侵入神經以至於發狂的風險，伙伴之間的信任和背叛，以及神消失後的世界中隱藏的謎，是一部由諸多元素所組成的戰隊英雄主題王道熱血劇情作。遊戲中騎士們的變身場景和特殊VTOL（垂直起降機）「VOX」的必殺技採用了動畫來表現。不過遊戲中也有大量爆笑的校園日常劇情，在這方面上除了遊戲，還有Drama CD也展現出了角色們的獨特性格。而外傳XENON則以前代的視角更多的著墨與世界觀和設定的補完。
音樂是該系列的一大要素在故事中也有著非常重要的地位。紅之世界原本不存在音樂，而最初的協助成員「EPIPHONE」就是受到這一文化吸引而出現，登場角色也在日常的環節中組成了樂隊「Odd-I' s」。也因此誕生了諸多風格各異的角色歌。

### Scared Rider Xechs
片頭曲
作詞、作曲：志倉千代丸
主唱：霧澤拓人　CV：宮野真守
片尾曲
作詞、作曲：志倉千代丸
主唱：無月聖　CV：KENN

### Scared Rider Xechs -STARDUST LOVERS-
片頭曲
作詞：岩崎大介　作曲：MIKOTO
主唱：無月聖　CV：KENN
片尾曲
作詞：佐藤大　作曲：高井ウララ
主唱：駒江克裏斯托夫·陽介　聲優：鈴木達央

## 電視動畫

### 製作成員
- 原作：Red Entertainment
- 監督：小森秀人
- 助監督：森山悠二郎
- 系列構成：永川成基（Story Riders）
- 劇本：永川成基、熊谷純（Scenario工房 月光）、福島直浩
- 角色原案：pako
- 角色設計、總作畫監督：羽田浩二
- 次要角色設計、總作畫監督：嘉手苅睦
- 特效概念、特效作畫監督：橋本敬史
- 機械設計：柳瀨敬之
- Scared Rider、Nightfly O'Note設計：植田羊一
- 色彩設計：小針裕子
- 音響監督：森下廣人
- 音樂：阿保剛、原田直
- 音樂制作：5pb. Records
- 動畫制作：SATELIGHT
- 制作：SRX PARTNERS[7]

### 主題曲
片頭曲
作詞、作曲：志倉千代丸，編曲：磯江俊道
主唱：駒江クリストフ・ヨウスケ（cv.鈴木達央）、霧澤タクト（cv.宮野真守）
片尾曲
作詞：岡本純，作曲：，編曲：ハマサキユウジ
主唱：無月ヒジリ（cv.KENN）

### 各話列表
| 話數     | 日文標題 | 中文標題       | 劇本     | 分鏡              | 演出              | 作畫監督                                                              |
| -------- | -------- | -------------- | -------- | ----------------- | ----------------- | --------------------------------------------------------------------- |
| Track.01 |          | 琉球呼救       | 永川成基 | 小森秀人          | 森山悠二郎        | 宍戸久美子、長坂寛治                                                  |
| Track.02 |          | 戰鬥搖滾       | 永川成基 | 佐藤真人          | 石井和彦          | 鯉川慎平                                                              |
| Track.03 |          | 正確的簡介     | 永川成基 | 森山悠二郎        | 吉川志我津        | 清水博幸、松原一之                                                    |
| Track.04 |          | 高保真公路     | 熊谷純   | 沖田宮奈          | 畠山茂樹          | 奥野倫史、森悦史 飯飼一幸                                             |
| Track.05 |          | 計劃6 頻道5    | 福島直浩 | 永居慎平          | 永居慎平          | 鯉川慎平、長坂寛治 宮西多麻子、Park Jae Ik                            |
| Track.06 |          | 我的時代       | 福島直浩 | 沖田宮奈          | 村田尚樹          | 德田夢之介、山村俊了                                                  |
| Track.07 |          | 四重人格       | 永川成基 | 植田羊一          | 石井和彦          | 植田羊一、宮西多麻子 長坂寛治、李始恩 森山悠二郎、三浦忍 Park Jae Ik  |
| Track.08 |          | 成為某人       | 熊谷純   | 三浦和也          | 石山貴明          | 鈴木光、佐藤陽子 島田英明、後藤麻梨子                                 |
| Track.09 |          | 遠離數字       | 熊谷純   | 永居慎平          | 鈴木薰            | 鯉川慎平、長坂寛治 森山悠二郎 Kim Myeongsim Hwang Yeongsik            |
| Track.10 |          | 是停留還是前進 | 福島直浩 | 岩本保雄          | 石倉礼            | 松原一之、熊田明子 松岡秀明                                           |
| Track.11 |          |                | 永川成基 | 三浦和也          | 北川正人          | 横松雄馬                                                              |
| Track.12 |          |                | 永川成基 | 小森秀人 永居慎平 | 小森秀人 永居慎平 | 小森秀人、植田羊一 長坂寛治、鯉川慎平 宮西多麻子、出野喜則 森山悠二郎 |

### 網絡廣播節目
節目名：  節目主持人：鈴木達央、下野纮
| 配信網站 | 更新日期        | 更新時間（UTC+9） | 備註 |
| -------- | --------------- | ----------------- | ---- |
|          | 2016年6月30日 - | 每兩週週四        |      |
|          | 2016年7月1日 -  | 每兩週週五        |      |

### 播放時間
日本深夜動畫：下文記載的日本国内播放時間使用日本標準時間（UTC+9）表示。因為部分時間标识會採用30小时制，因此請留意这类超过24:00的时间，其實際播放時間為翌日清晨。
| 播放電視台                | 播放日期                | 播放時間（UTC+9）        | 備註                                   |
| ------------------------- | ----------------------- | ------------------------ | -------------------------------------- |
| 東京電視台                | 2016年7月5日 -          | 每週二 25:35 - 26:05     | 關東廣域圏                             |
| 大阪電視台                | 2016年7月6日 -          | 每週三 28:05 - 28:35     | 大阪府                                 |
| 愛知電視台                | 2016年7月11日 -         | 每週一 26:35 - 27:05     | 愛知縣                                 |
| AT-X                      | 2016年7月12日 -         | 每週二 21:30 - 22:00     | 日本全域／卫星放送                     |
| AT-X                      | 再放送                  | 每週四 13:30 - 14:00     | 日本全域／卫星放送                     |
| AT-X                      | 再放送                  | 每週日 05:30 - 06:00     | 日本全域／卫星放送                     |
| AT-X                      | 再放送                  | 每週日 26:05 - 26:35     | 日本全域／卫星放送                     |
| Animax                    | 2017年2月15日 - 2月22日 | 星期一至五 18:30 - 19:30 | UTC+8，有重播                          |
| Animax                    | 2017年2月19日 - 3月2日  | 每天 18:30 - 19:00       | UTC+8，有重播 標題為《驚鴻騎士傑克斯》 |
| Animax HD （中華電信MOD） | 2017年6月23日 - 7月4日  | 每天 21:30 - 22:00       | UTC+8，有重播 標題為《驚鴻騎士傑克斯》 |

| 配信網站       | 更新日期        | 更新時間（UTC+9） | 播放地區    |
| -------------- | --------------- | ----------------- | ----------- |
| DOCOMO动画商城 | 2016年7月13日 - | 每週三 12：00     | 日本        |
| niconico       | 2016年7月13日 - | 每週三 12：00     | 日本        |
|                | 2016年7月20日 - | 待定              | 日本        |
| Bilibili、樂視 | 2016年7月5日 -  | 每週二 25：35     | 中国        |
| 愛奇藝         | 2016年7月5日 -  | 每週二 25：35     | 中国        |
| 優酷土豆       | 2016年7月5日 -  | 每週二 25：35     | 中国        |
|                | 2016年7月7日 -  | 每週四 24：30     | 朝鮮 (地區) |

### Blu-ray＆DVD
| 卷數 | 發售日期       | 收錄話          | 規格編號  | 規格編號  | 規格編號  |
| 卷數 | 發售日期       | 收錄話          | BD限定版  | DVD限定版 | DVD通常版 |
| ---- | -------------- | --------------- | --------- | --------- | --------- |
| 1    | 2016年9月21日  | 第1話 - 第2話   | 1ANM-1800 | 1ANM-1801 | 1ANM-1802 |
| 2    | 2016年10月19日 | 第3話 - 第4話   | 1ANM-1805 | 1ANM-1806 | 1ANM-1807 |
| 3    | 2016年11月16日 | 第5話 - 第6話   | 1ANM-1810 | 1ANM-1811 | 1ANM-1812 |
| 4    | 2016年12月21日 | 第7話 - 第8話   | 1ANM-1815 | 1ANM-1816 | 1ANM-1817 |
| 5    | 2017年1月18日  | 第9話 - 第10話  | 1ANM-1820 | 1ANM-1821 | 1ANM-1822 |
| 6    | 2017年2月15日  | 第11話 - 第12話 | 1ANM-1825 | 1ANM-1826 | 1ANM-1827 |

## 外部連結
- 遊戲「Scared Rider Xechs」官方網頁*（页面存档备份，存于）
- Scared Rider Xechs 的官方Twitter（页面存档备份，存于） 遊戲推特
- Scared Rider Xechs 動畫的官方Twitter（页面存档备份，存于） 動畫推特
- アニメSRX音楽サイト（页面存档备份，存于） 動畫音樂特設頁

| 日本 東京電視台 週二 25:35 - 26:05節目 | 日本 東京電視台 週二 25:35 - 26:05節目                      | 日本 東京電視台 週二 25:35 - 26:05節目 |
| -------------------------------------- | ----------------------------------------------------------- | -------------------------------------- |
|                                        | Scared Rider Xechs ※回歸動畫時段 （2016年7月6日 - 9月21日） |                                        |
| ※綜藝時段                              | 夏目友人帳 伍                                               |                                        |

| 香港 Animax 週一至五 18:30－19:30節目 | 香港 Animax 週一至五 18:30－19:30節目        | 香港 Animax 週一至五 18:30－19:30節目 |
| ------------------------------------- | -------------------------------------------- | ------------------------------------- |
|                                       | Scared Rider Xechs （2017年2月15日–2月22日） |                                       |
| 革命機Valvrave 第二季 重播            | 夜晚的小雙俠 重播                            |                                       |

| 臺灣 Animax、Animax HD 每天 18:30－19:00/(HD)21:30－22:00節目 | 臺灣 Animax、Animax HD 每天 18:30－19:00/(HD)21:30－22:00節目        | 臺灣 Animax、Animax HD 每天 18:30－19:00/(HD)21:30－22:00節目 |
| ------------------------------------------------------------- | -------------------------------------------------------------------- | ------------------------------------------------------------- |
|                                                               | 驚鴻騎士傑克斯 （2017年2月19日–3月2日） （HD：2017年6月23日–7月4日） |                                                               |
| 新版獵人1-75集 重播(18:00－19:00) HD：初戀怪獸                | 惡魔奶爸 重播（18:00－19:00） HD：超速變形螺旋傑特                   |                                                               |